# دیفرانسیل (مکانیک)

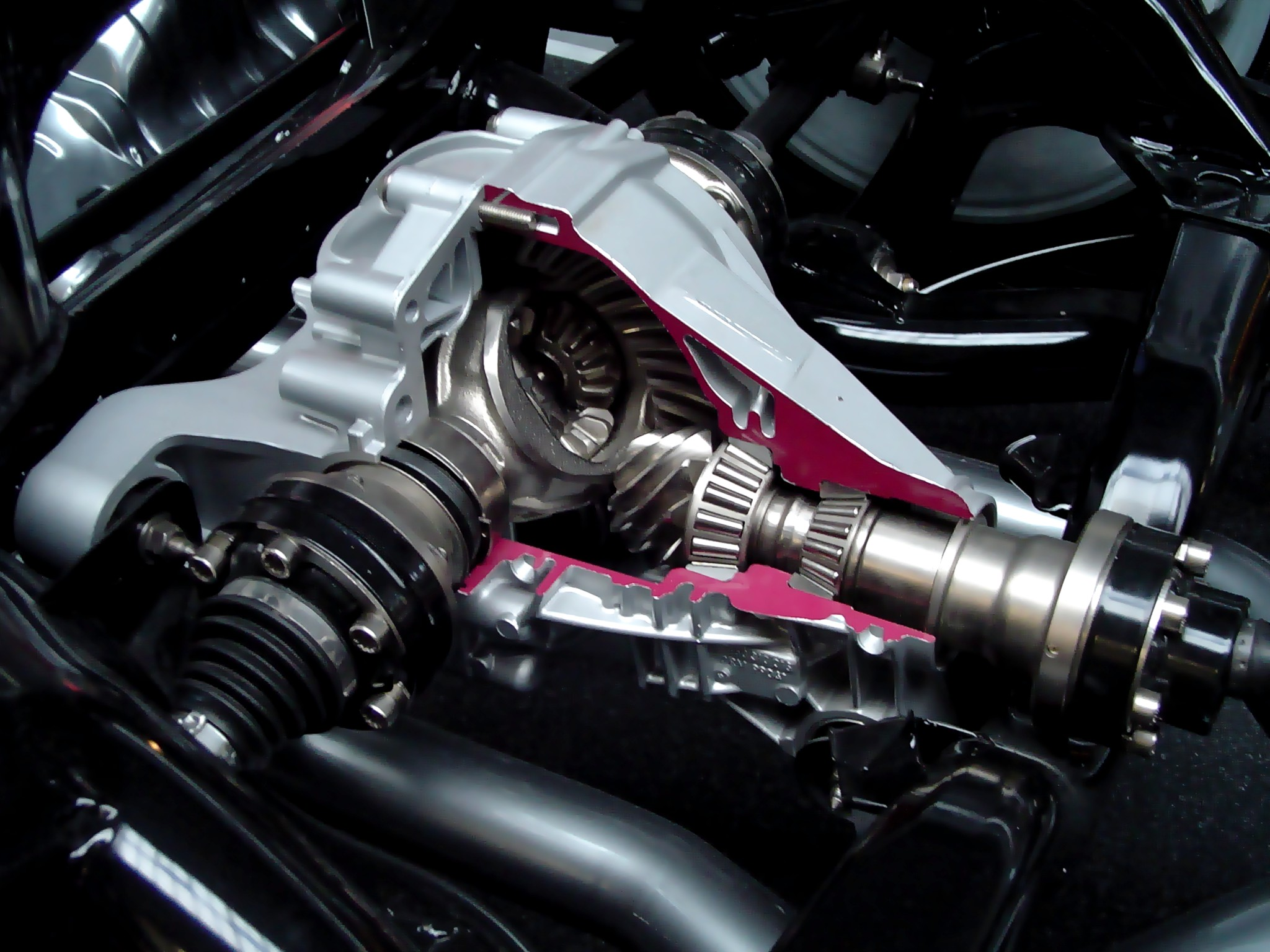
دنده دیفرانسیل در پورشه کاین

دیفرانسیل به انگلیسی (Differential) نام قطعه‌ای در سیستم انتقال قدرت نیرو محرکهٔ خودرو است. کلمه دیفرانسیل به معنی مشتق‌گیری ست و به تقسیم قدرت بین هر چرخ به میزان مورد نیاز چرخ‌ها اشاره دارد. این قطعه در بعضی از خودرو‌ها بین دو چرخ جلو قرار دارد مانند اکثر خودروهای میتسوبیشی یا بین چرخ‌های عقب، و قدرت موتور را بین دو چرخ تقسیم می‌کند. بعضی خودروها هم در محور جلو، هم در محور عقب دارای دیفرانسیل هستند که با توجه به نوع سیستم چهارچرخ متحرک یا دو محور متحرک نامیده می‌شوند.

## اجزای اصلی
هوموگوشتیل
1. کرانویل
2. چرخدنده هرزگرد
3. قاب هوزینگ
4. پینیون
5. پلوس‌ها
6. پوسته دیفرانسیل

وظایف دیفرانسیل عبارت اند از : 
1. انتقال دور به‌صورت زاویه ۹۰ درجه
2. انتقال دور از میل‌گاردان به پلوس ها
3. افزایش گشتاور و کاهش دور 
== خودروهای دو محور ==۴ ایربگ
خودروهای دو محور یا دو دیفرانسیل مجهز به دیفرانسیل برای هر دو محور جلو و عقب هستند. این ویژگی به خودرو کمک می‌کند تا علاوه بر فرمان پذیری بهتر در حین حرکت، واکنش‌های بهتری هم در شرایط مختلف جاده ای و مسیرها داشته باشد.
برای مثال عملکرد بهتر در شرایط بارندگی و جاده‌های ناهموار.
بسیاری از خودروهای دو محور متحرک مجهز به یک جعبه دنده کمکی با نسبت ضرایب دنده قوی تر برای عبور از سطوح شیب دار و صعب العبور هستند.
نوع دیگر خودروهای دو محور متحرک به تمام چرخ متحرک معروف هستند که با علامت اختصاری AWD معرفی می‌شوند.
خودروهای تمام چرخ متحرک به گونه ای طراحی شده‌اند که برای هر چرخ به صورت جداگانه و مستقل انتقال نیرو صورت می‌گیرد.
تفاوت میان 4WD و AWD در این است که در سیستم AWD می‌توان برای شرایط ناهموار خارج از جاده به حالت 4WD تغییر وضعیت داد.
در حالی که سیستم 4WD می‌تواند به تک محور یا دو محور تغییر کند.
حل این مشکل به وسیله دستگاهی به نام دیفرانسیل انجام گرفت. حرکت چرخ‌ها روی محور جداگانه‌ای به نام میل پلوس سوار شده عمل دیفرانسیل تقسیم قدرت موتور به هر یک از چرخ‌ها است، بسته به احتیاج آن‌ها؛ یعنی در سر پیچ‌ها چرخی که در خارج است و بایستی دایره بزرگتری بزند قدرت بیشتری دریافت داشته و برعکس چرخ دیگر کمتر قدرت دریافت می‌دارد.
«دیفرانسیل اتومبیل» در سال ۱۸۹۵ میلادی، توسط یک مخترع آلمانی به نام «هنری نبر» اختراع شد.